# Thành Hiện
Thành Hiện (chữ Hán: 成俔, Hàn văn: 성현; 1439 - 1540), là một quan đại thần và văn nhân Triều Tiên.

## Lịch sử
Thành Hiện có tự Khánh Thúc (磬叔), hiệu Dung Trai (慵齋), Hư Bạch Đường (虛白堂), Phù Hưu Tử (浮休子), Cúc Ổ (菊塢), lại có thi hiệu Văn Đái (文戴). Ông sinh trưởng trong một vọng tộc nhiều đời là trọng thần định cư ở Xương Ninh, cha của ông là võ quan Thành Niệm Tổ (成念祖, 성염조; 1398 - 1450) thuộc Trung Xu phủ, bản thân ông cũng là một quan chức cao cấp dưới hai triều vua Thành Tông và Yên Sơn. Ông vốn là con út, hai người anh Thành Nhâm (成任, 성임; 1421 - 1484) và Thành Khản (成侃, 성간; 1427 - 1456) đều là học giả lớn đương thời, được coi là những người tiên phong làm thay đổi cái nhìn về văn học so với các tác gia kinh điển.
- Năm 1462, triều vua Thế Tổ, Thành Hiện đỗ kỳ Thức niên văn khoa.
- Đến năm 1466, trong một kỳ thi tuyển dụng hiền tài, Thành Hiện lại đỗ nữa, được bổ làm quan Ti lục (trật bát phẩm).
- Năm 1468, vua Duệ Tông đăng cơ, Thành Hiện được bổ làm quan viên ở Nghệ Văn quán. Thời gian này, ông cùng anh cả Thành Nhâm được cử làm sứ thần sang triều cống Đại Minh, các bài thơ đi sứ của ông được tập hợp thành cuốn Quan quang lục (觀光錄).
- Năm 1475, Thành Hiện lại cùng Hàn Minh Quái đi sứ nhà Minh. Cũng năm này, Thành Hiện đỗ một kỳ thi văn khoa và được bổ làm quan Đại ti gián (trật tam phẩm).
- Năm 1485, lần thứ ba Thành Hiện đi sứ nhà Minh, sau khi về nước thì được bổ làm Hình tào Tham phán, rồi Quan sát sử (trật nhị phẩm) ở Bình An đạo. Thời gian này, có lần ông được tiếp đón hai vị sứ thần Đổng Việt và Vương Sưởng từ Đại Minh sang, cùng nhau xướng họa thi phú. Sau đó, ông lại đảm nhiệm chức Đồng tri (trật nhị phẩm) ở Trung Xu phủ, rồi lần thứ tư sang sứ nhà Minh với tư cách tạ ơn, trở về lại làm chức Quan sát sử ở Khánh Thượng đạo rồi được thăng Lễ tào Phán thư (trật nhị phẩm).
- Năm 1494, vua Yên Sơn đăng cơ, bổ Thành Hiện kiêm nhiệm chức Đại đề học (trật nhị phẩm) và Công tào Phán thư (trật tam phẩm).
- Năm 1498, Thành Hiện là một trong số ít quan viên thoát nạn trong sự kiện Mậu Ngọ sĩ họa (戊午士禍, 무오사화), nhưng từ đó đến khi qua đời không còn được trọng dụng nữa.
- Trong khoảng các năm 1499 - 1504, Thành Hiện tận dụng thời gian rỗi soạn một tuyển tập mà ngày nay gọi là Dung Trai tùng thoại (慵齋叢話, 용재총화), gồm ước chừng 324 bài ký bằng Hán văn, nhưng phải đến năm 1525 mới được người con trai ông là Thế Xương cố gắng ấn hành ở phủ Khánh Châu. Tác phẩm này hầu như được giới học giả hiện đại coi là pho tư liệu quan trọng nhất và cũng đầy hấp dẫn về bối cảnh Triều Tiên sơ kỳ.
- Năm 1504, sau khi Thành Hiện mất được vài tháng thì xảy ra sự kiện Giáp Tí sĩ họa (甲子士禍, 갑자사화), vua Yên Sơn hạ lệnh quật xác ông lên để xử trảm. Chỉ đến khi Yên Sơn bị lật đổ, Thành Hiện mới được minh oan và vinh danh như một quan viên thanh bạch.

| “                            | Sau Cao Linh có Từ Đạt Thành, Kim Vĩnh Sơn, Khương Tấn Sơn, Lý Dương Thành, Kim Phúc Xương và huynh trưởng tôi. [...] Huynh trưởng tôi thì học theo bút pháp thời Mãn Đường nên nét chữ trong thi phú của anh lưu loát như nước chảy, dịu dàng như mây trôi. | ” |
| — Trích Dung Trai tùng thoại | |   |

| “                            | Chữ trên tấm biển trước cổng Cảnh Phúc cung là do anh tôi viết. Tuy anh bắt chước bút pháp của Tuyết Am nhưng nét chữ trông rất điêu luyện nên được nhiều người khen đẹp. 我伯氏所書景福宮門殿之額。專倣雪菴。縝密有法。人皆美之。 | ” |
| — Trích Dung Trai tùng thoại | |   |

| “                            | Thành Quân quán chỉ là nơi dạy học. Triều đình cho xây dựng Dưỡng Hiền khố để phục vụ việc dạy học cho hơn 200 nho sinh. Lúc bấy giờ, Thượng đảng Phủ Viện quân Hàn Minh Quái xin thánh thượng cho xây dựng Tôn Kinh các để phục vụ cho việc ấn loát. Vì vậy, nhiều kinh sách đã được xuất bản tại đây. Quảng Xuyên quân Lý Khắc Tăng đã xin thánh thượng cho xây dựng Điển Tự sảnh. Còn tôi thì xin thánh thượng cho xây dựng Hưởng Quan sảnh. Sau đó, hai dãy nhà ở phía Đông và phía Tây của thánh điện cùng với nhà ăn cũng được khởi công. Thánh thượng đã ban cho 500 thất vải và 300 thúng gạo. Ngài còn cho lập học điền để bổ sung cho Thành Quân quán. 成均館專掌敎訓。國家設養賢庫。以館官兼之。常養儒生二百人。上黨府院君韓明澮啓建尊經閣。多印經籍藏之。廣川君李克增。啓構典祀廳。余亦啓建享官廳。其後改搆聖殿東西廡及食堂。又賜布五百餘匹。米三百餘石。又賜學田。以備館中之需。 | ” |
| — Trích Dung Trai tùng thoại | |   |

## Di sản
Đương thời Thành Hiện nức danh vì thông thạo nhạc lý và văn chương. Ông từng kiêm nhiệm chức Chưởng Nhạc viện Đề điệu, cùng Liễu Tử Quang (柳子光, 유자광; 1439 - 1512) biên soạn sách Nhạc học quỹ phạm (樂學軌範), còn thụ mệnh nhà vua tu chỉnh những bài ca dao Cao Ly như Sương hoa điếm (雙花店), Lý Sương khúc (履霜曲), Bắc điện (北殿), Cải san (改刪). Ngoài tập thơ Quan quang lục và cuốn nhàn lục Dung Trai tùng thoại, Thành Hiện còn để lại các tác phẩm Hư Bạch Đường tập (虛白堂集), Phong nhã lục (風雅錄), Phù Hưu Tử truyện (浮休子傳), Phù Hưu Tử đàm luận (浮休子談論), Tấu nghị bại thuyết (奏議稗說), Cẩm nang hành tích (錦囊行跡), Tang du bị lãm (桑楡備覽), Phong tao quỹ phạm (風騷軌範), Kinh luân đại quỹ (經綸大軌), Thái bình thông tái (太平通載).